# Feeding Sea Lions
Feeding Sea Lions er en amerikansk stumfilm fra 1900.

## Medvirkende
- Paul Boyton